# 데드마우스
데드마우스(deadmau5, 1981년 1월 5일 ~ )는 캐나다의 음악 프로듀서, 디스크자키이다. Steve Duda와 함께 BSOD라는 이름으로도 활동했었다. 주 장르는 미니멀, 일렉트로하우스, 프로그레시브 하우스이다.